# Tilleul à petites feuilles
 Tilia cordata
Espèce
Classification APG III (2009)
Répartition géographique
Le Tilleul à petites feuilles, Tilleul des bois ou Tilleul à feuilles en cœur (Tilia cordata Mill.) est un arbre du genre Tilia et de la famille des Tiliaceae, ou des Malvaceae selon la classification phylogénétique.
Contrairement au tilleul à grandes feuilles dont on réalise des infusions des fleurs, dans le cas du tilleul à petites feuilles ce sont surtout les feuilles qui sont consommées en salade,, pour la confection de pâtisseries et, plus rarement, en infusion.

## Description
Tilia cordata est un arbre de 20 à 30 m, caducifolié dont la longévité est élevée (jusqu'à 500 ans). Il est de la famille des Malvaceae et il rejette de souche et drageonne. Ses fleurs, hermaphrodites, fleurissent en juillet et sont pollinisées par les insectes. Ses fruits sont dispersés par le vent.
Son houppier est large et étalé, arrondi, à branches arquées et retombantes. Son écorce peu épaisse est, à l'état juvénile, gris-vert, lisse et luisante. En vieillissant, elle devient gris-brun et crevassée en long. Ses jeunes rameaux sont alternes, glabres, luisants, brun-vert à rouges.
Ses bourgeons sont globuleux glabres, verts à rougeâtres, à 2 écailles visibles.
Ses feuilles sont alternes, longues de 3 à 8 cm, à contour circulaire, en forme de cœur, finement dentées et glabres. Elles sont vertes dessus et glauques dessous. Leur pétiole est long et glabre. Elles présentent une touffe de poils roux à l'aisselle des nervures de la face inférieure (mais blancs en début de saison).
Les fleurs sont régulières, jaune blanchâtre et portées par une bractée foliacée persistante.
Les fruits sont globuleux, petits (5 à 8 mm de diamètre) à côte saillante.

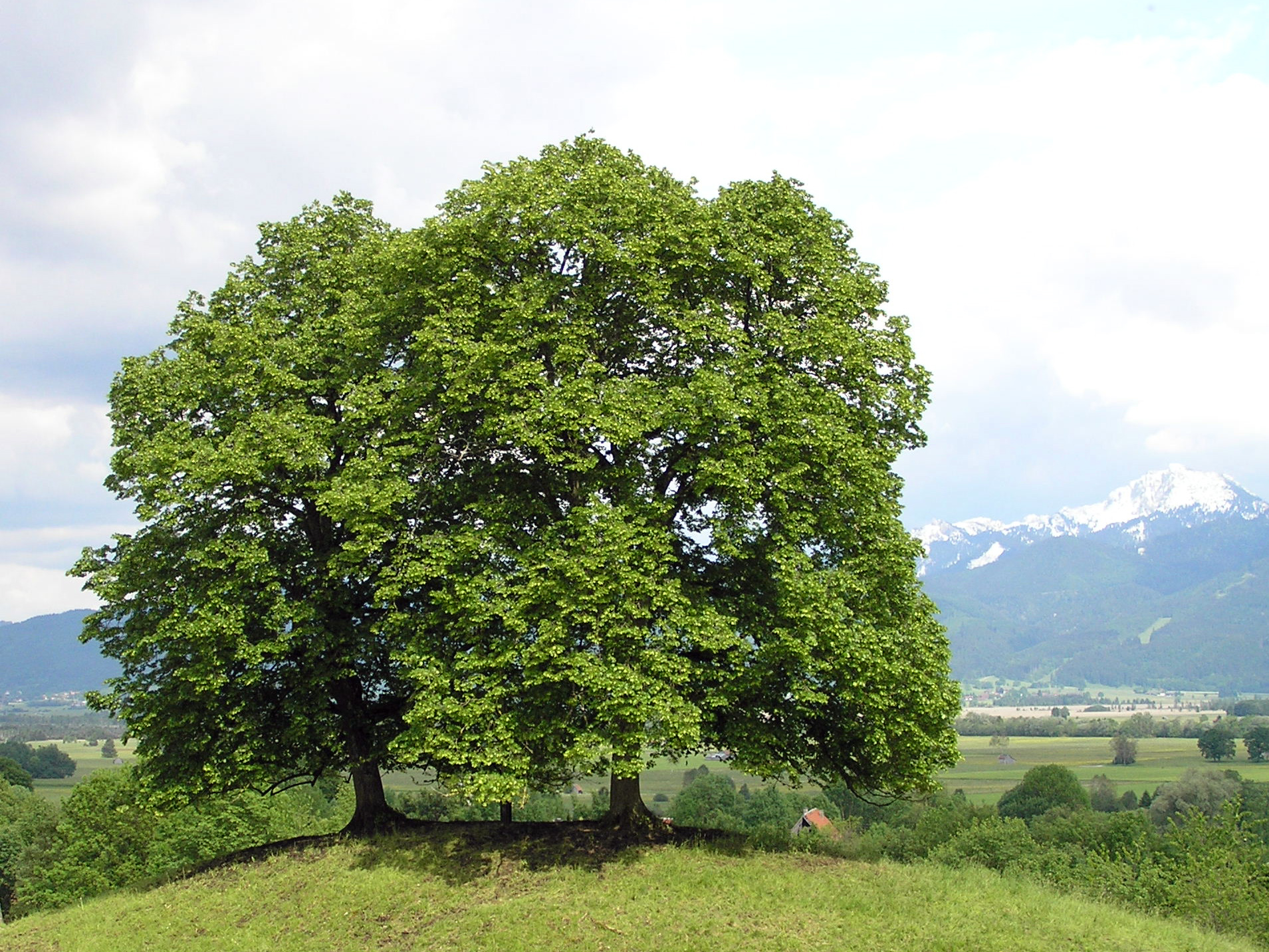
Aspect estival.
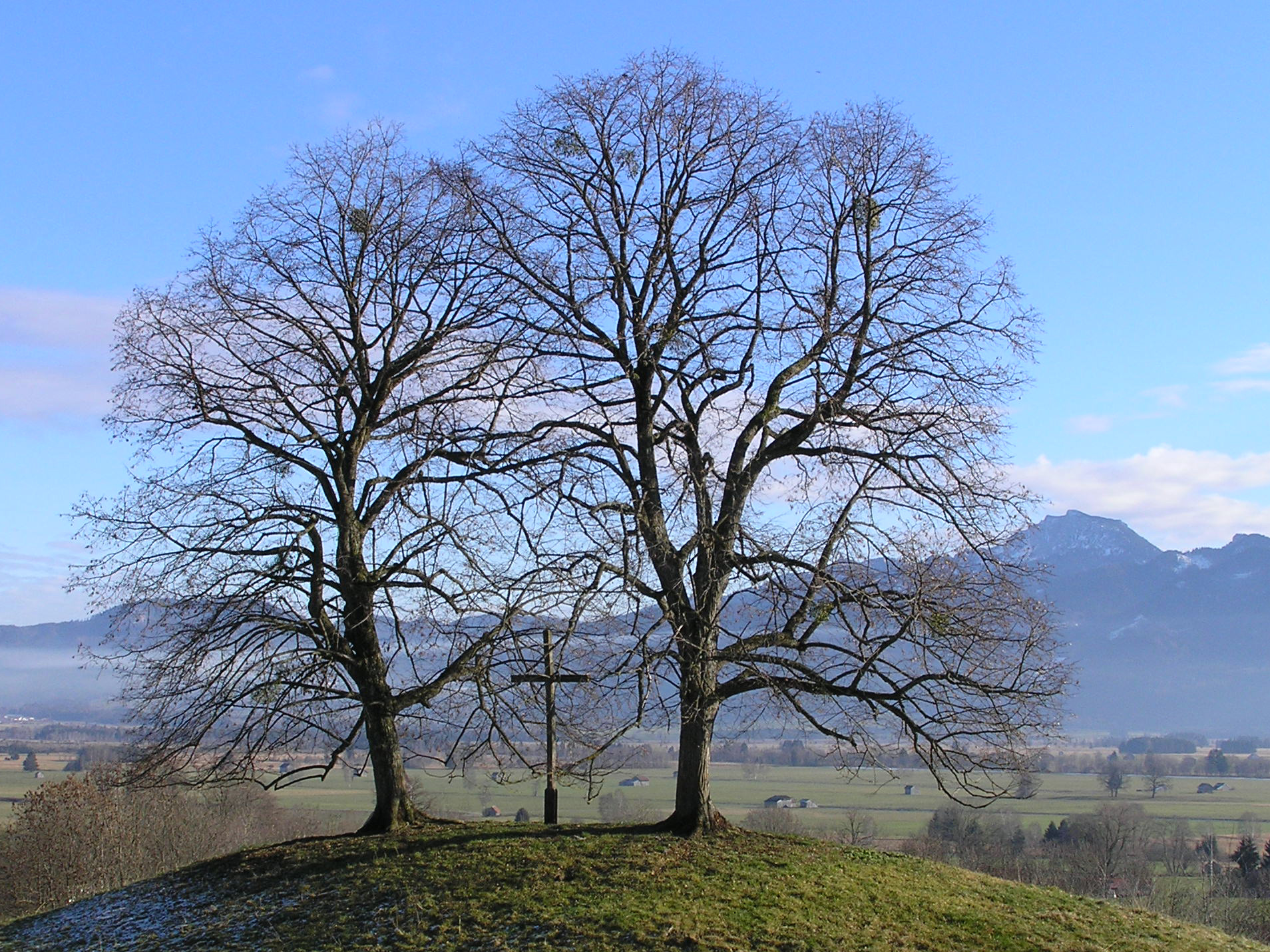
Aspect hivernal.
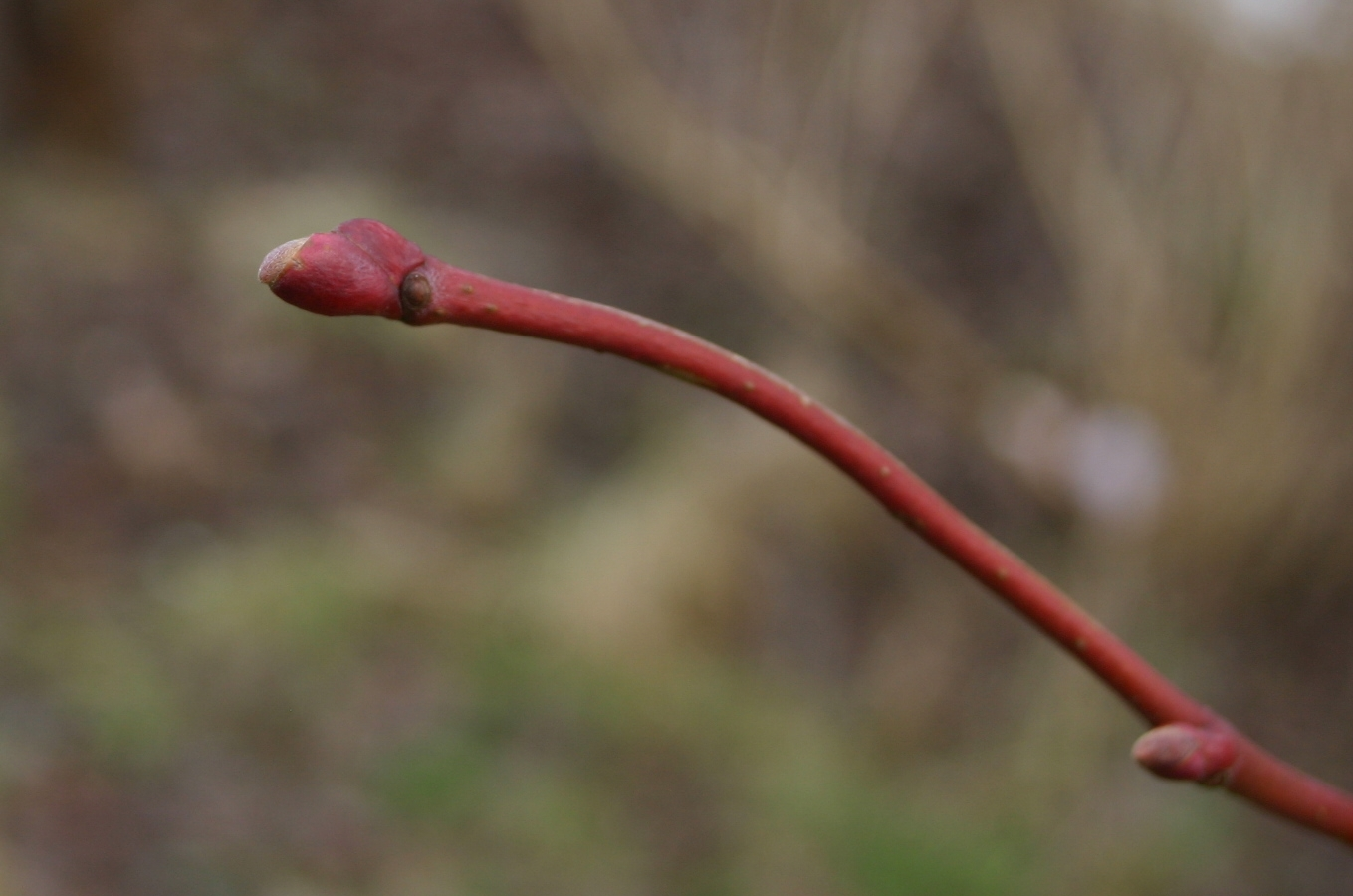
Bourgeons sur jeune bois rouge.
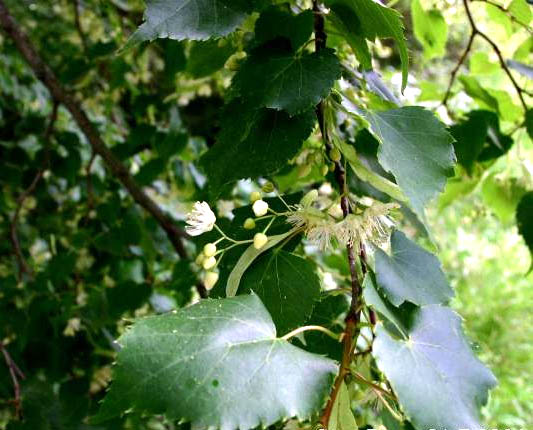
Fleurs.
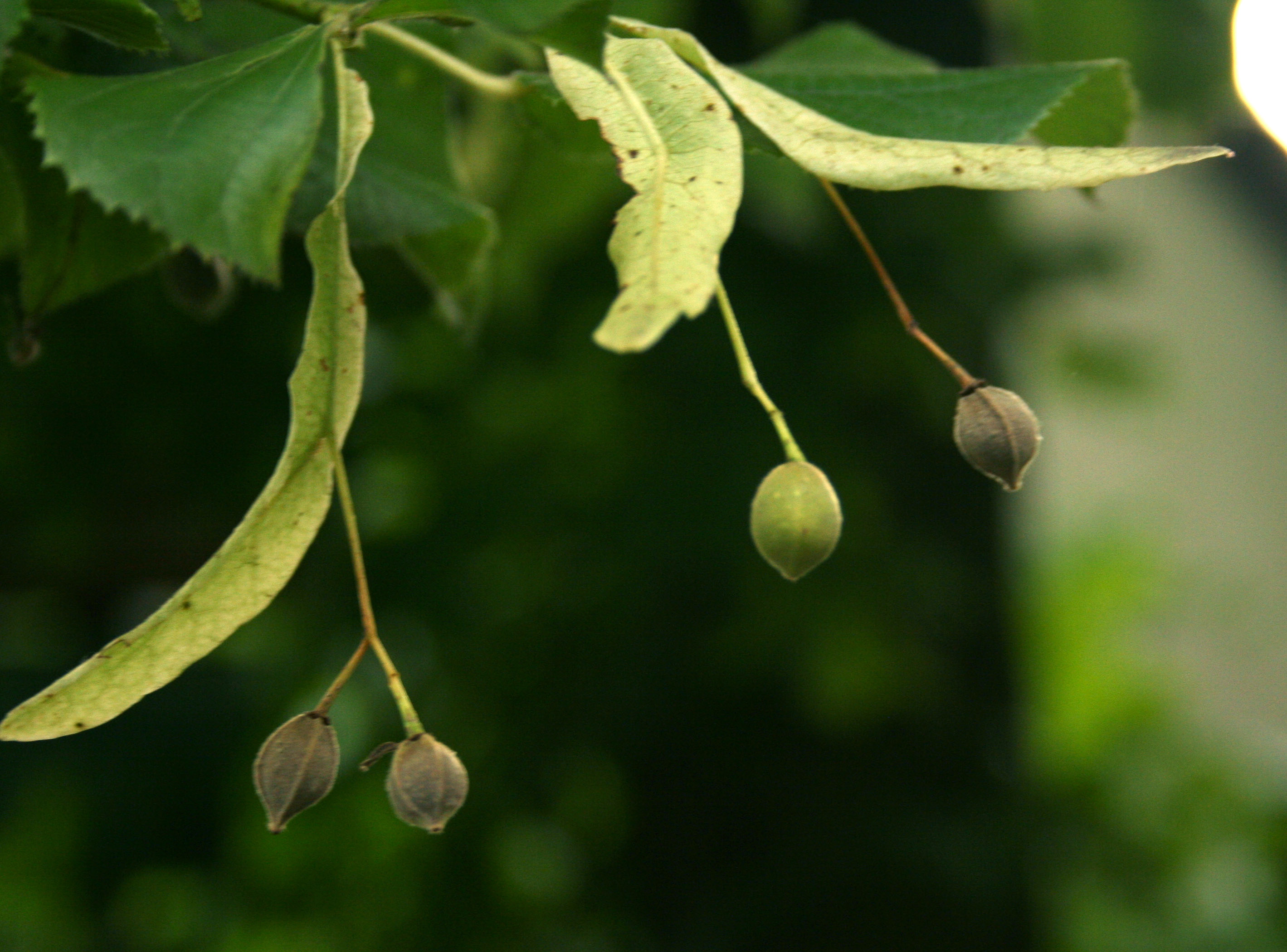
Fruits immatures.
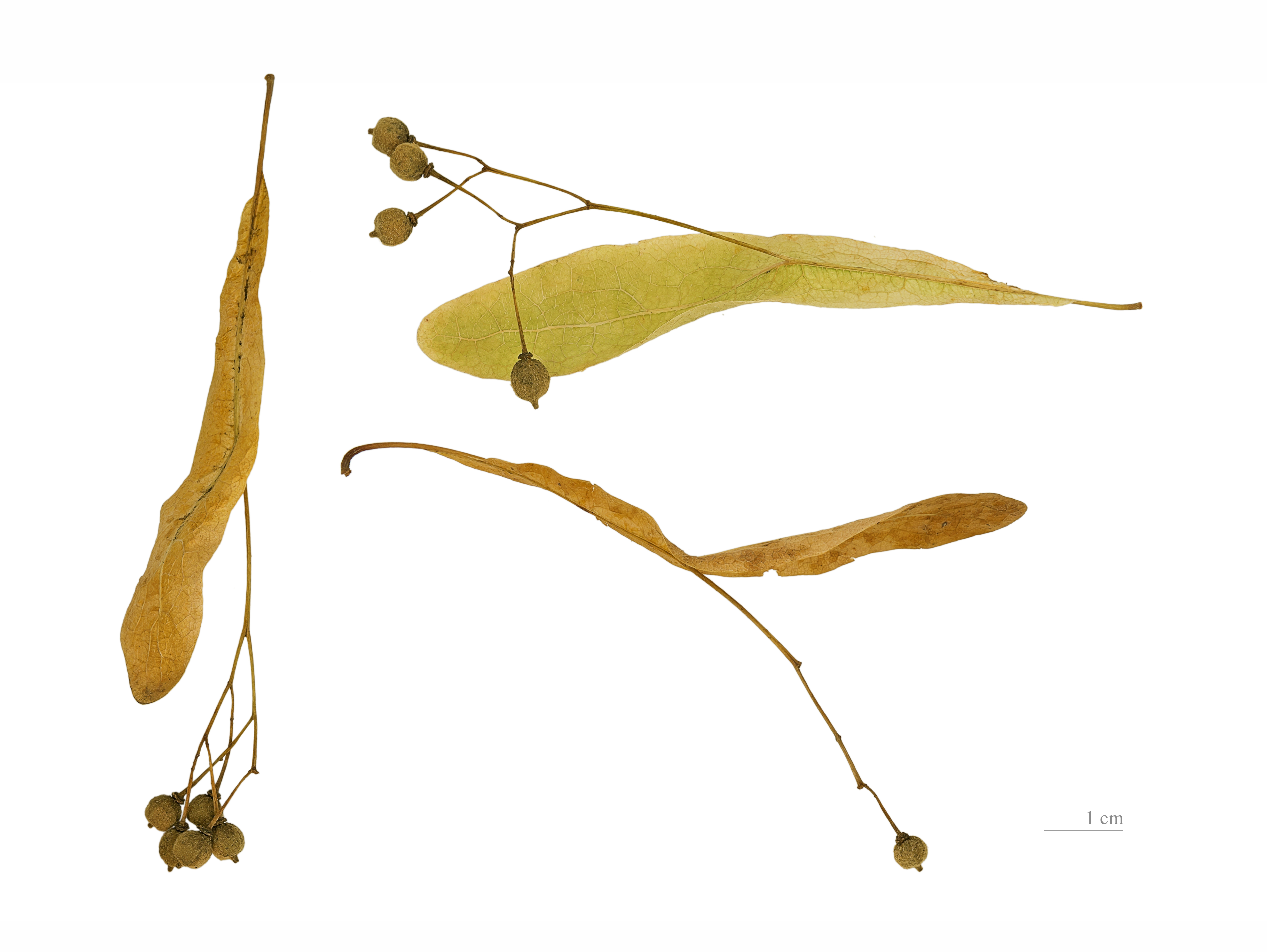
Fruits matures - Muséum de Toulouse.
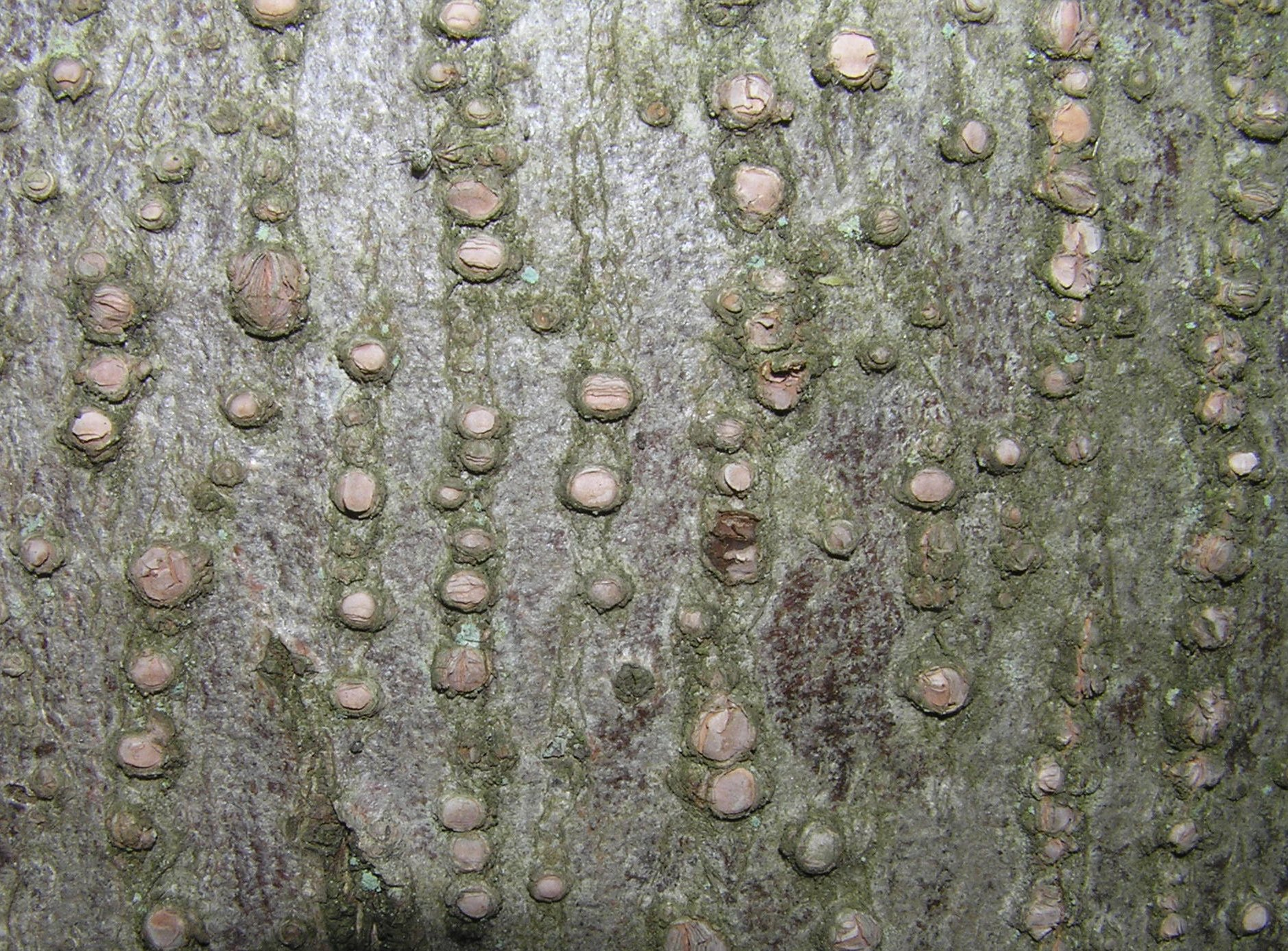
Écorce.
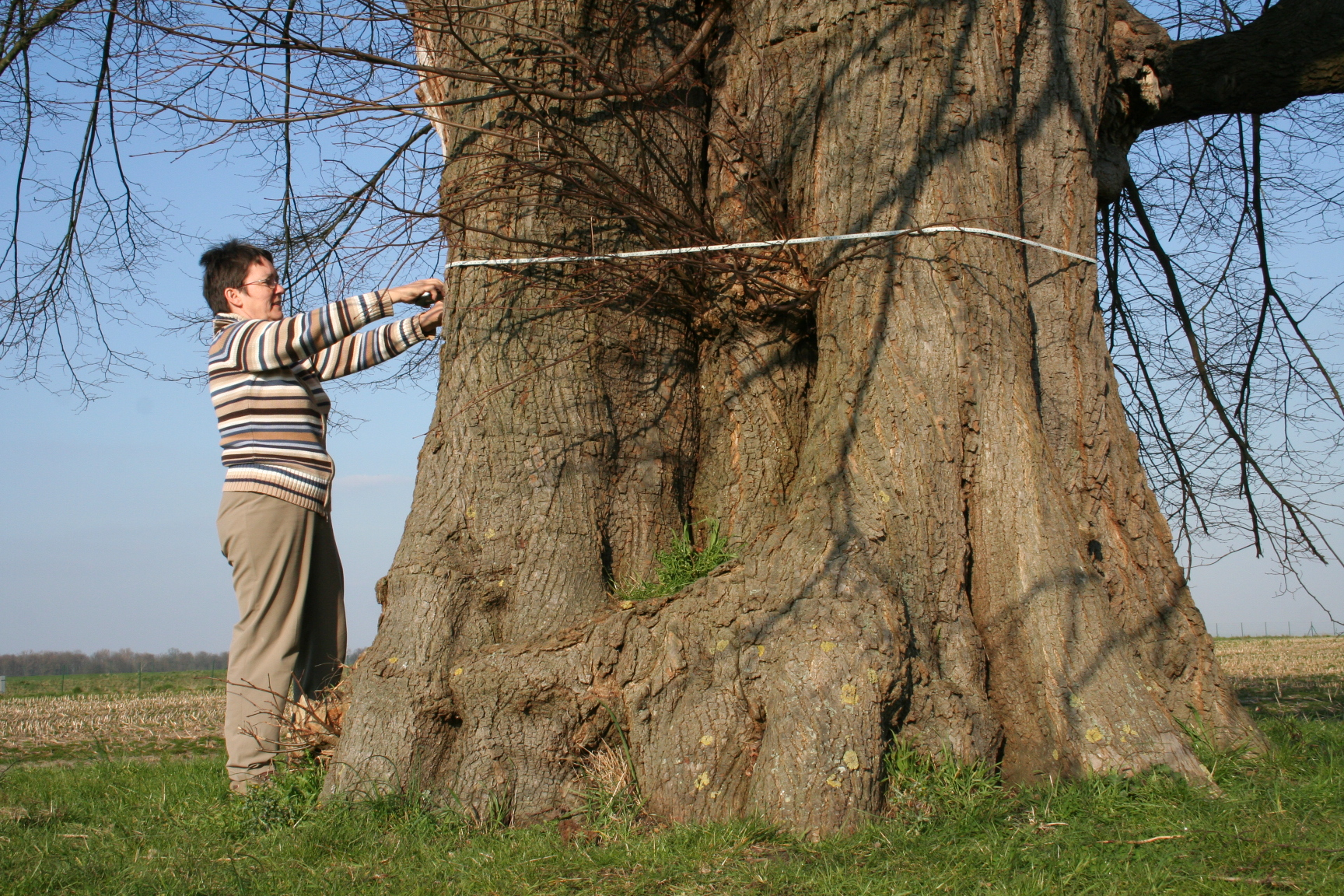
Tronc.
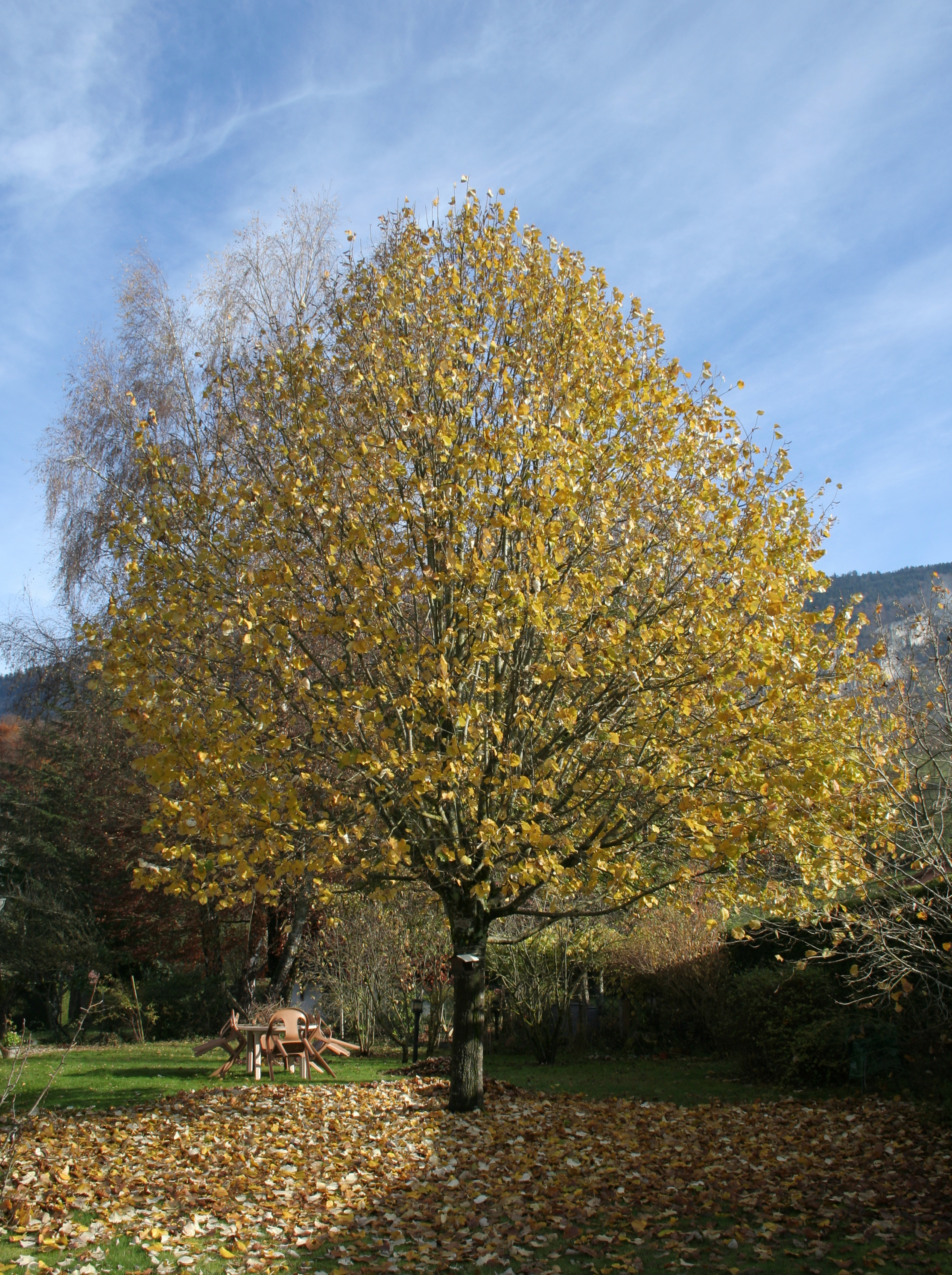
Tilleul de 15 ans, Haute-Savoie.

### Confusions possibles
Il est possible de confondre Tilia cordata avec Tilia platyphyllos. En effet, leurs feuilles sont vertes en dessous et présentent des touffes de poils à la bifurcation des nervures. Par contre, le « tilleul à grandes feuilles » a de grandes feuilles  (10 à 15 cm), velues en dessous avec des poils blancs dressés dessus. Le limbe est légèrement dissymétrique à la base. Son pétiole est velu. Les touffes de poils à l'aisselle des nervures ventrales sont blanchâtres mais rousses en fin de saison. Ce dernier critère étant de détermination délicate.
Il est également possible de confondre le « tilleul à petites feuilles » avec le « tilleul commun » (Tilia ×europaea L., hybride probable entre Tilia cordata et Tilia platyphyllos). Ses feuilles sont vertes sur les deux faces, mais plus pâles en dessous, les fruits sont assez gros, à cinq côtes saillantes.

## Croissance
Le tilleul à petites feuilles a une croissance continue et assez lente (10 m en 20 ans).

## Distribution
Le Tilleul à petites feuilles est eurasiatique et médioeuropéen.
En France, il est commun dans l'Est et les Pyrénées, plus rare dans l'Ouest, assez rare en région méditerranéenne. Il se déploie jusqu'à 1 500 m (étage collinéen et montagnard).
Il constitue l'espèce dominante de la forêt primaire de Białowieża (forêt primaire située à la frontière est de la Pologne), où il dépasse 40 m de hauteur.

### Habitat
C'est une espèce de demi-ombre. Ce tilleul est à son optimum sur des sols riches en bases dont le pH est neutre à acide. Il est surtout mésophile : il apprécie les sols assez profonds avec des réserves en eau moyennes (limon, loess, argile), mais il se plait aussi sur des sols plus frais et les sols modérément secs. En région méditerranéenne, on le trouve plutôt en situation moyennement hygrophile. Il se développe mieux sur les sols meubles et aérés mais il se montre plus tolérant avec les sols humides ou compacts que le tilleul à grandes feuilles. Il est plus tolérant avec les sécheresses que le hêtre ou le chêne pédonculé, mais pas autant que le tilleul à grandes feuilles.
Il est répandu dans les chênaies-charmaies (Carpinion betuli), en particulier en présence de calcaire dans le sous-sol, où il peut devenir l'essence dominante et former une tillaie. Il se trouve aussi dans les hêtraies-chênaie mésophiles et les forêts de ravins (Lunario-Acerion). Dans les régions plus sèches ou méridionales, on le trouve également dans les forêts ripicoles.

## Systématique
L'espèce Tilia cordata a été décrite par le botaniste écossais Philip Miller en 1768.

### Synonymie
- Tilia parvifolia Ehrh.
- Tilia ulmifolia Scop.
- Tilia sylvestris Desf.

### Noms vernaculaires
Tilleul à petites feuilles ou Tilia cordata, de la famille des malvaceae, Tilleul à feuilles en cœur, Tilleul des bois, Tilleul mâle, Tilleul d'hiver.
Étymologie
Tilleul proviendrait du latin tilia qui découlerait lui-même du grec tilos qui désigne la fibre, le liber du Tilleul.

### Taxinomie
Tilia cordata s'hybride avec Tilia platyphyllos pour donner Tilia ×europaea L. (Tilleul très utilisé à des fins ornementales).
Cultivars
Les différents T. cordata disponibles en pépinière :
- T. cordata erecta : les feuilles sont petites, la couronne est conique, la floraison tardive ;
- T. cordata glenleven : les feuilles sont grandes, de couleur vert pâle, un peu luisantes, son bois est jaune ;
- T. cordata greenspire : de forte végétation, les feuilles sont un peu plus grandes que celles de T. cordata erecta ;
- T. cordata pyramidalis : port conique ;
- T. cordata chancelor : semble mieux résister à la sécheresse[8].

## Tilleul à petites feuilles et l'Homme
- Voir l'article détaillé : Usages et propriétés du Tilleul.

### Bois
En Europe, le bois de Tilia cordata est plus apprécié que celui de Tilia platyphyllos, car ce dernier est réputé pour être plus tendre et moins résistant, le tronc souvent plus large mais présentant des formes moins satisfaisantes. Faute d'études scientifiques, il est actuellement impossible de distinguer avec certitude le bois de Tilia platyphyllos de celui de Tilia cordata.
Apprécié pour son homogénéité et son travail facile, le bois de Tilia cordata ne convient pas là où une forte résistance mécanique est nécessaire

## Ses hôtes
Le tilleul à petites feuilles abrite de nombreuses espèces d'insectes :
- le gendarme, ou cordonnier (Pyrrhocoris apterus), sans doute la plus connue. Il hiverne dans les fissures de l'écorce ou dans la litière au pied de l'arbre. Il mange les fruits de l'arbre tombés à terre ;
- la coccinelle à virgule (Exochomus quadripustulatus). Elle aussi hiverne dans les fissures de l'écorce ou la litière. Elle se nourrit de parasites de l'arbre, pucerons ou cochenilles ;
- Oxycarenus lavaterae, une petite punaise de la famille des Lygaeidae. affectionne également les tilleuls pour hiberner.